# محمد عاکف الاکورت
محمد عاکف الاکورت (ترکی استانبولی: Mehmet Akif Alakurt؛ زادهٔ ۲۳ ژوئیهٔ ۱۹۷۹) مدل، و هنرپیشه اهل ترکیه است. او در سال ۲۰۰۱ موفق به کسب دو عنوان «بهترین مدل ترکیه» و «بهترین مدل جهان» شد.